# کروش
کروش (به لهستانی:  Krusz) یک روستا در لهستان است که در گمینا گلینویتسک واقع شده‌است.
 کروش  ۸۰ نفر جمعیت دارد.